# バロット

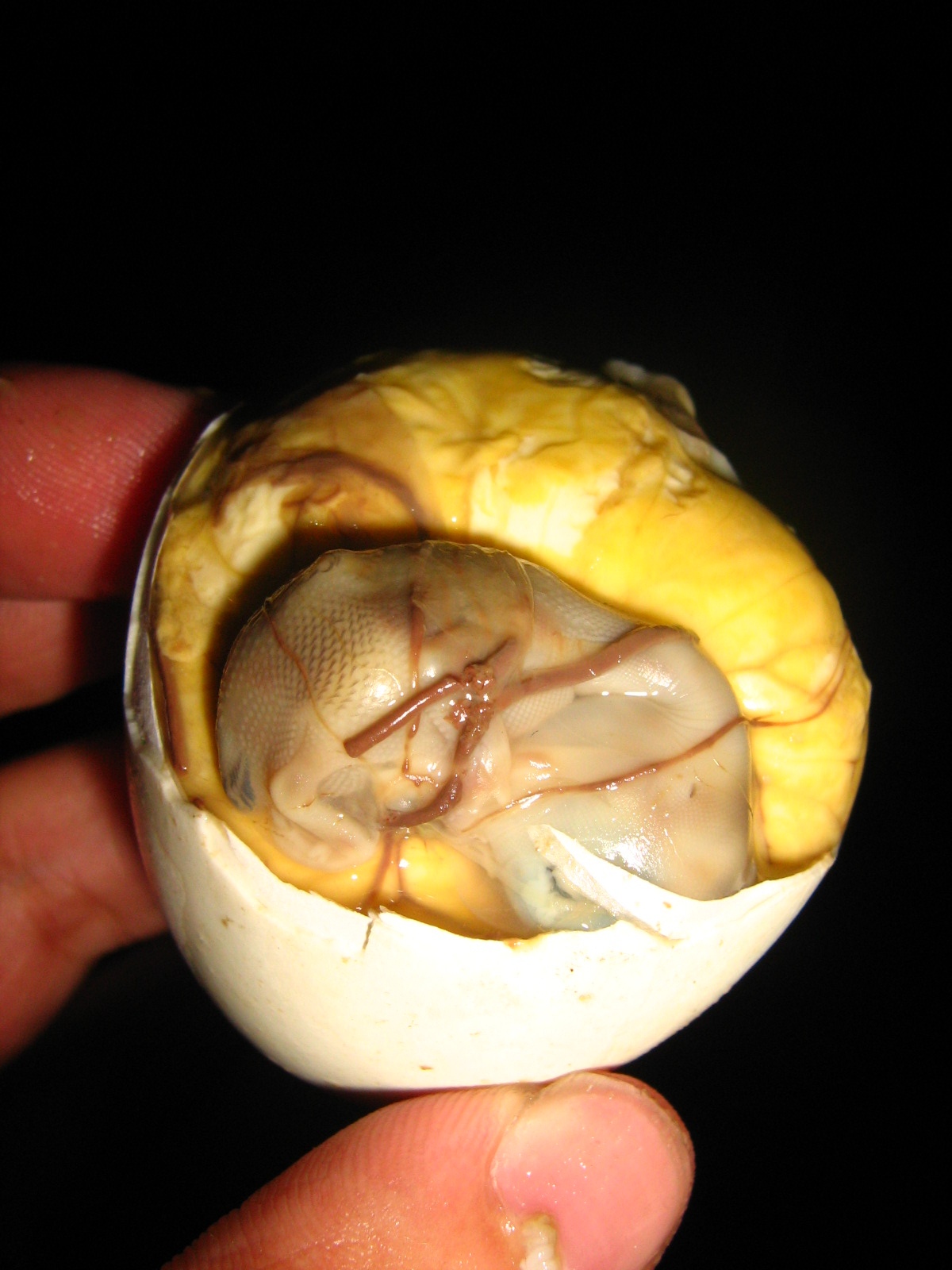
バロット

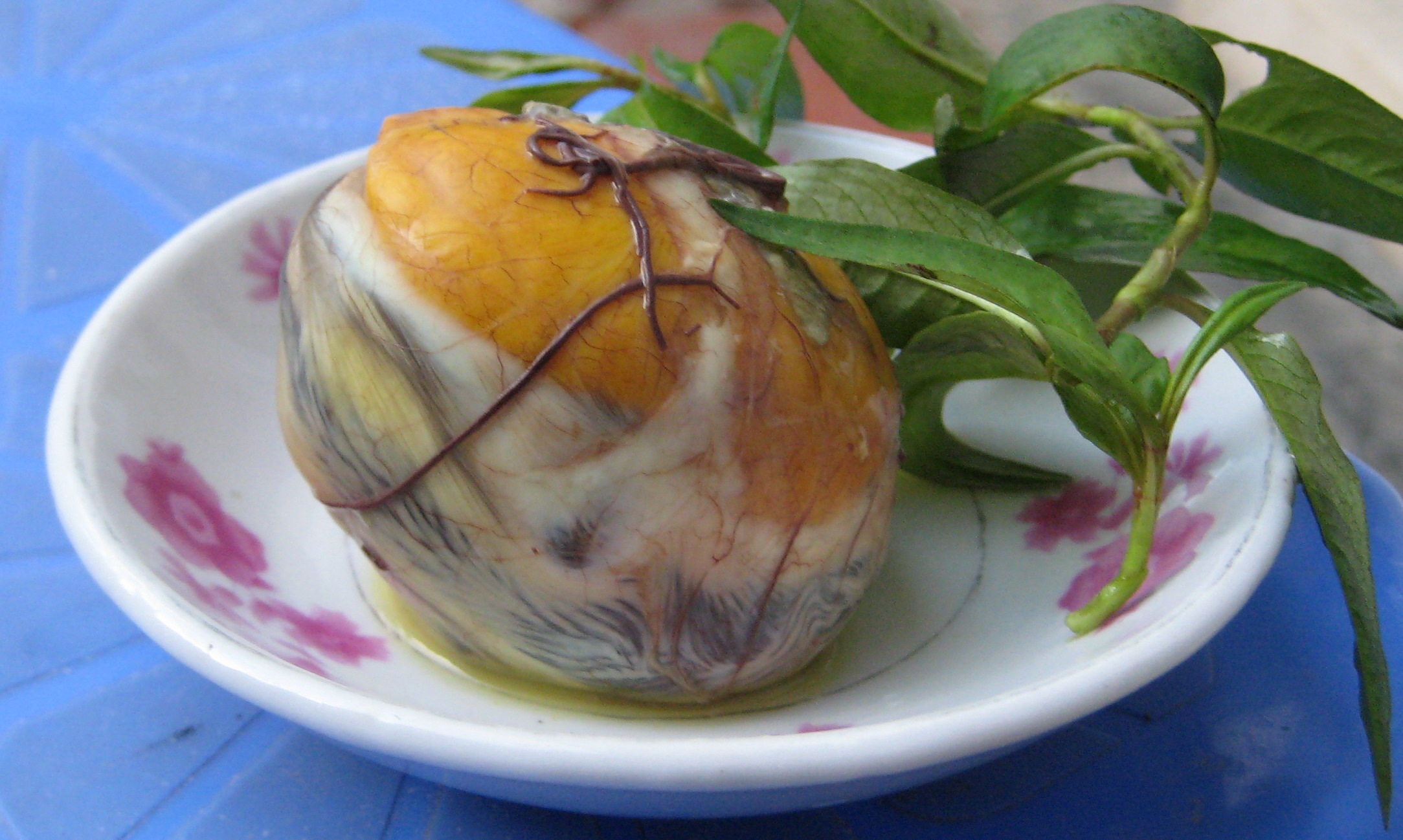
ベトナムコリアンダー（ザウザム）が添えられたチュンヴィッロン

バロットまたはバロッ（タガログ語: balut）は、孵化直前のアヒルの卵を加熱したゆで卵である。フィリピン以外にも中国本土南部から東南アジアの広い地域で食され、ベトナムではチュンヴィロン（ベトナム語: trứng vịt lộn/𠨡𪆧孵）またはホヴィロン (hột vịt lộn/核𪆧孵) 、カンボジアではポンティアコーン（クメール語: ពងទាកូន）、中国では毛蛋 (拼音: máodàn, マオタン) 、死胎蛋 (拼音: sǐtāidàn, スータイタン)、鴨仔蛋（広東語 aap2zai2daan2, アープザイダーン）などと呼ばれる。

## 概要
東南アジア、特にフィリピンとベトナムでは、滋養強壮に良い食品として多く食べられている。高級料理ではなく、屋台や庶民の定食屋で食べることが出来る。フィリピンでは、自転車などに乗って売り歩く光景も見られ、バーで酒肴にされたりする。
孵化前の卵を茹でて食べるので、殻の内部では雛の姿がある程度出来上がっており、羽根や嘴が形成された状態で出てくる。

## 種類と調理法

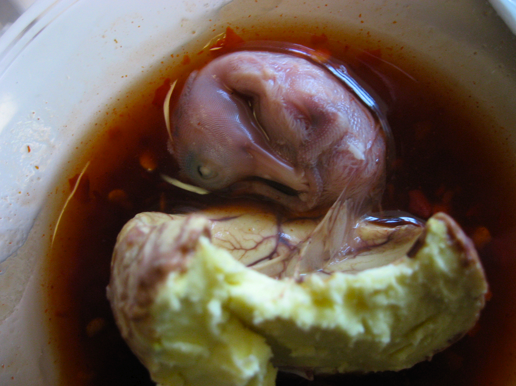
15日目の卵を割って酢とスパイスで調理した例

フィリピンにおける産地で、マニラの南東にあるパテロスでは、雛の形ができつつある状態の有精卵をアブノイと呼び、形が作られた物をバロッと呼び、殻を破って出てくる直前のものをウコボと呼び分ける。アブノイは割ると臭気がある。バロッは茹でてたべるのが普通であるが、ウコボは茹でて食べるより、中身を取り出して串焼きや鉄板焼きにする食べ方が多い。
中国では、アヒルではなく、ニワトリの卵を同様に利用する例もあり、広州市では雞仔蛋（広東語 gai1zai2daan2, ガイザイダーン）と呼ばれる。
ベトナムでは同様にウズラの卵を用いたホットクットロン（ベトナム語：Hột cút lộn / 核𪄥孵）も食される。

## 食べ方

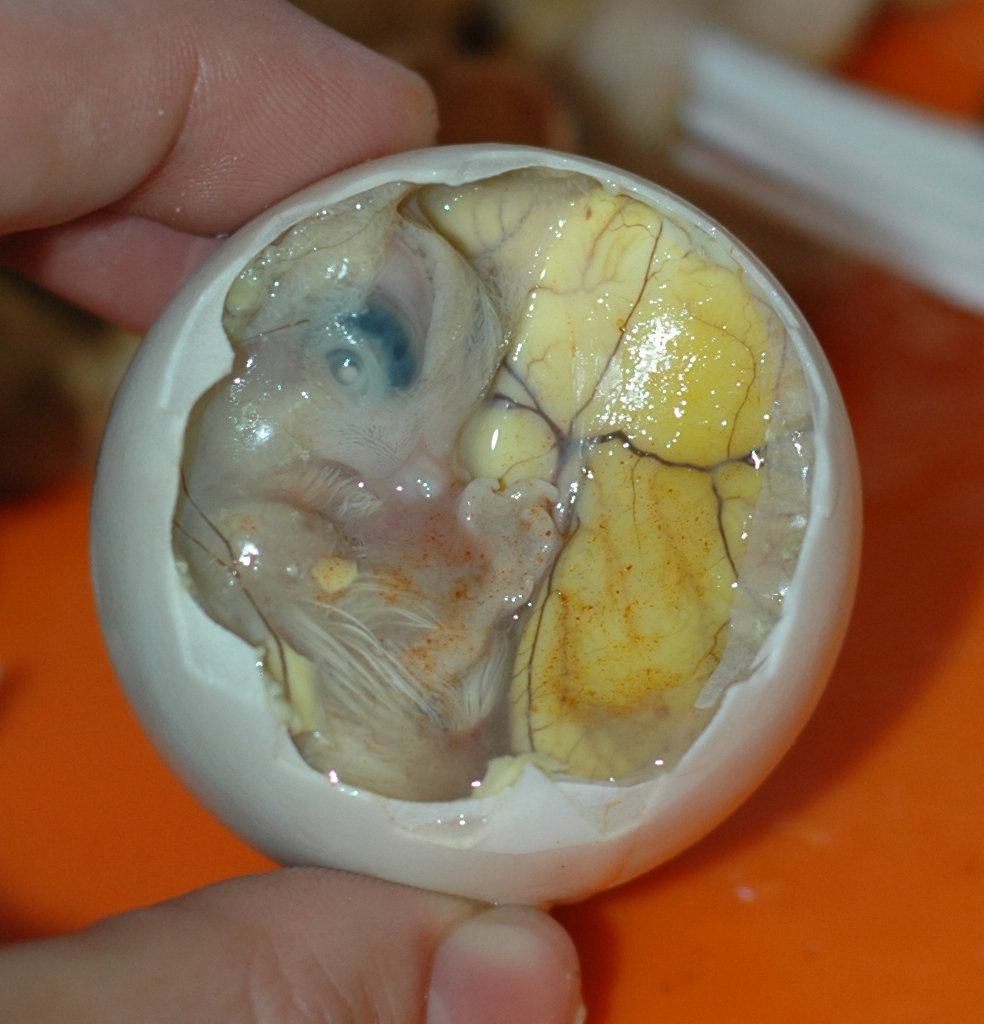

茹でて食べる場合は、18日目の卵がもっとも美味とされ、十分にゆでられたものを食する。
殻ごと供される場合は、まず卵の丸いほう（気室のあるほう）をスプーンの背などで叩き穴を空ける。穴から中のスープをすすった後（スープは人によっては捨てる場合もある）、塩とハーブ類や柑橘類の果汁(または酢)を入れ、小さめのスプーンでかき混ぜたのち掬って食べるか、器などに中身を出して食べる。胎盤や羽根などは、食感が悪いとして食べない人もいる。
ベトナム北部などのように、予め器に割り入れて提供される場合もある。

## 食味
孵化直前の雛の嘴や骨があるため、エビ殻のようなパリパリとした食感と、一般的なゆで卵と比べて濃厚な食味が特徴である。卵の生育状態によっても味が変わってくる。孵化直前のものは鶏肉に近い味がし、まだ卵に近いものは卵黄の塊を食べているような味がする。

## 衛生上の注意
正常に生育を続けているものを孵化前に茹で、茹でたその日に食べる場合には衛生上の問題はない。しかし、孵化しようとして殻に穴が開いたもの、孵化途中で力尽きたもの、茹でて日数が経ったものなどは、サルモネラ菌、大腸菌など食中毒を起こす細菌を含んでいる可能性があるので、食用には適さない。